# Среднеусманово
Среднеусманово (баш. Иҫке Уҫман) — деревня в Чишминском районе Республики Башкортостан Российской Федерации. Входит в состав Шингак-Кульского сельсовета. 

## География

### Географическое положение
Расстояние до:
- районного центра (Чишмы): 27 км,
- ближайшей ж/д станции (Шингак-Куль): 7 км.

## Население
| 2002 | 2009 | 2010 |
| ---- | ---- | ---- |
| 146  | ↗159 | ↘139 |